# Kronentraufe

Schema der Kronentraufe

Unter Kronentraufe versteht man die Ausmaße einer Baumkrone. Die Fläche erhält man durch senkrechte Projektion der Baumkronen-Außenseiten auf den Erdboden.
Nach einer Faustregel entspricht die Kronentraufe dem horizontal durchwurzelten Bereich des jeweiligen Baumes.

## Andere Bedeutungen
In der Bodenökologie und verwandten Disziplinen wird die Kronentraufe teilweise als Synonym zum Kronendurchlass verwendet. Manche Autoren unterscheiden hingegen zwischen
- Kronentraufe

= der Teil des Niederschlages, der von den Blättern und Nadeln abtropft
- Kronendurchlass

= der Teil des Niederschlages, der zwischen den Blättern und Nadeln hindurch direkt auf den Boden fällt